# Review (álbum)
Review es el primer álbum de grandes éxitos lanzado por la banda de rock japonés, GLAY. Fue lanzado el 10 de octubre de 1997, y este álbum contiene los sencillos más populares de Glay y canciones de su álbum Hai to Diamond y BELOVED. El álbum vendió más de 2 003 000 de copias en la primera semana de la salida, que debutó en la posición número uno en el ranking de Oricon semanales, se mantuvo durante cinco semanas consecutivas en la parte superior de la lista de Oricon. Se convirtió en el tercer álbum de mejor-venta en la historia de Japón, con más de 4 870 000 de copias vendidas. Fue certificado por la Asociación de la Industria de Grabación de Japón (RIAJ).

## Lista de canciones
1. Guroriasu (Glorious) (グロリアス?)
2. Kanojo no "Modern..." (彼女の "Modern…")
3. Beloved
4. More than Love
5. Sen no Knife ga Mune wo Sasu (千ノナイフガ胸ヲ刺ス)
6. Zutto Futari de... (ずっと2人で...)
7. Kuchibiru (口唇)
8. Rhapsody
9. However
10. Freeze My Love
11. Kissin' Noise
12. Kiseki no Hate (軌跡の果て)